# Plagiaulacida
Plagiaulacida es un suborden extinto de mamíferos multituberculados.
Los multituberculados se encontraban entre los mamíferos más comunes del Mesozoico, "la edad de los dinosaurios". Los plagiaulacidos, un suborden informal, son los más basales de este orden, y van desde el Jurásico Medio hasta el Cretácico Inferior del hemisferio norte.
Kielan-Jaworowska y Hurum (2001) dividen "Plagiaulacida" en tres linajes informales, los paulchoffatiidos, los plagiaulicidos, y los allodontidos.

## Taxonomía
Subclase  †Allotheria Marsh, 1880
- Orden †Multituberculata Cope, 1884:
  - Suborden †Plagiaulacida Simpson 1925
    - Familia †Paulchoffatiidae Hahn, 1969
      - Subfamilia †Paulchoffatiinae Hahn, 1971
        - Género †Paulchoffatia Kühne, 1961
          - Especie †P. delgador Kühne, 1961

        - Género †Pseudobolodon Hahn, 1977
          - Especie †P. oreas Hahn, 1977
          - Especie †P. krebsi Hahn & Hahn, 1994

        - Género †Henkelodon Hahn, 1987
          - Especie †H. naias Hahn, 1987

        - Género †Guimarotodon Hahn, 1969
          - Especie †G. leiriensis Hahn, 1969

        - Género †Meketibolodon (Hahn, 1978) Hahn, 1993
          - Especie †M. robustus (Hahn, 1978) Hahn, 1993

        - Género †Plesiochoffatia Hahn & Hahn, 1999
          - Especie †P. thoas Hahn & Hahn, 1998
          - Especie †P. peparethos Hahn & Hahn, 1998
          - Especie †P. staphylos Hahn & Hahn, 1998

        - Género †Xenachoffatia Hahn & Hahn, 1998
          - Especie †X. oinopion Hahn & Hahn, 1998

        - Género †Bathmochoffatia Hahn & Hahn, 1998
          - Especie †B. hapax Hahn & Hahn, 1998

        - Género †Kielanodon Hahn, 1987
          - Especie †K. hopsoni Hahn, 1987

        - Género †Meketichoffatia Hahn, 1993
          - Especie †M. krausei Hahn, 1993

        - Género †Galveodon Hahn & Hahn, 1992
          - Especie †G. nannothus Hahn & Hahn, 1992

        - Género †Sunnyodon Kielan-Jaworowska & Ensom, 1992
          - Especie †S. notleyi Kielan-Jaworowska & Ensom, 1992

      - Subfamilia †Kuehneodontinae Hahn, 1971
        - Género †Kuehneodon Hahn, 1969
          - Especie †K. dietrichi Hahn, 1969
          - Especie †K. barcasensis Hahn & Hahn, 2001
          - Especie †K. dryas Hahn, 1977
          - Especie †K. guimarotensis Hahn, 1969
          - Especie †K. hahni Antunes, 1988
          - Especie †K. simpsoni Hahn, 1969
          - Especie †K. uniradiculatus Hahn, 1978

      - Familia †Hahnodontidae Sigogneau-Russell, 1991
        - Género †Hahnodon Sigogneau-Russell, 1991
          - Especie †H. taqueti Sigogneau-Russell, 1991

        - Género †Denisodon Hahn & Hahn,2003
          - Especie †D. moroccensis Hahn & Hahn,2003

      - Familia †Pinheirodontidae Hahn & Hahn, 1999
        - Género †Pinheirodon Hahn & Hahn, 1999
          - Especie †P. pygmaeus Hahn & Hahn, 1999
          - Especie †P. vastus Hahn & Hahn, 1999

        - Género †Bernardodon Hahn & Hahn, 1999
          - Especie †B. sp. Hahn & Hahn, 1999

        - Género †Gerhardodon Kielan-Jaworowska & Ensom, 1992
          - Especie †G. purbeckensis Kielan-Jaworowska & Ensom, 1992

        - Género †Iberodon Hahn & Hahn, 1999
          - Especie †I. quadrituberculatus Hahn & Hahn, 1999

        - Género †Lavocatia Canudo & Cuenca-Bescós, 1996
          - Especie †L. alfambrensis Canudo & Cuenca-Bescós, 1996

        - Género †Ecprepaulax Hahn & Hahn, 1999
          - Especie †E. sp. Hahn & Hahn, 1999

      - Familia †Allodontidae Marsh, 1889
        - Género †Ctenacodon Marsh, 1879
          - Especie †C. serratus Marsh, 1879
          - Especie †C. nanus Marsh, 1881
          - Especie †C. laticeps Marsh, 1881
          - Especie †C. scindens Simpson, 1928

        - Género †Psalodon Simpson, 1926
          - Especie †P. potens Marsh, 1887
          - Especie †P. fortis Marsh, 1887
          - Especie †P. marshi Simpson, 1929

      - Familia †Zofiabaataridae Bakker, 1992
        - Género †Zofiabaatar Bakker & Carpenter, 1990
          - Especie †Z. pulcher Bakker & Carpenter, 1990

      - Familia Incertae sedis
        - Género †Glirodon Engelmann & Callison, 2001
        - Especie †G. grandis Engelmann & Callison, 2001

      - Family †Plagiaulacidae Gill, 1872
        - Género? †Ctenacodon Bakker, 1998
          - Especie? †C. brentbaatar Bakker, 1998

        - Género †Plagiaulax Falconer, 1857
          - Especie †P. becklesii Falconer, 1857

        - Género †Bolodon Owen, 1871
          - Especie †B. crassidens Owen, 1871
          - Especie †B. falconeri Owen, 1871
          - Especie †B. minor Falconer, 1857
          - Especie †B. osborni Simpson, 1928
          - Especie †B. elongatus Simpson, 1928

      - Familia †Eobaataridae Kielan-Jaworowska, Dashzeveg & Trofimov, 1987
        - Género †Eobaatar 
          - Especie †E. magnus Kielan-Jaworowska, Dashzeveg & Trofimov, 1987
          - Especie †E. minor Kielan-Jaworowska, Dashzeveg & Trofimov, 1987
          - Especie †E. hispanicus Hahn & Hahn, 1992
          - Especie †E. pajaronensis Hahn & Hahn, 2001

        - Género †Loxaulax Simpson, 1928
          - Especie †L. valdensis Simpson, 1928

        - Género †Monobaatar Kielan-Jaworowska, Dashzeveg & Trofimov, 1987
          - Especie †M. mimicus Kielan-Jaworowska, Dashzeveg & Trofimov, 1987

        - Género †Parendotherium Crusafont Pairó & Adrover, 1966
          - Especie †P. herreroi Crusafont Pairó & Adrover, 1966

        - Género †Sinobaatar Hu & Wang, 2002
          - Especie †S. lingyuanensis Hu & Wang, 2002

        - Género †Heishanobaatar Kusuhashi et al., 2010
          - Especie †H. triangulus Kusuhashi et al., 2010

        - Género †Teutonodon Martin et al 2016
          - Especie †Teutonodon langenbergensis Martin et al 2016

      - Familia †Albionbaataridae Kielan-Jaworowska & Ensom, 1994
        - Género †Albionbaatar Kielan-Jaworowska & Ensom, 1994
          - Especie †A. denisae Kielan-Jaworowska & Ensom, 1994

        - Género †Proalbionbaatar Hahn & Hahn, 1998
          - Especie †P. plagiocyrtus Hahn & Hahn, 1998

        - Género †Kielanobaatar Kusuhashi et al., 2010
          - Especie †K. badaohaoensis Kusuhashi et al., 2010

      - Familia †Arginbaataridae Hahn & Hahn, 1983
        - Género †Arginbaatar Trofimov, 1980
          - Especie †A. dmitrievae Trofimov, 1980